# Maaike Vos (zangeres)
Maaike Vos (Lonneker, 1 maart 1991) is een Nederlandse zangeres. Ze vergaarde bekendheid door haar deelname aan X Factor in 2010, waarin ze tweede werd na Jaap Reesema. Sinds 2017 post ze regelmatig covers op YouTube onder haar artiestennaam Mae Fox. Gezondheidsproblemen hebben haar, de jaren na haar X-factor succes, belemmerd om op te treden. Inmiddels werkt ze weer aan nieuwe nummers met "Outline".

## Levensloop en carrière

### Jeugd en opleiding
Vos volgde vanaf 2007 de opleiding tot Allround Kapper op het ROC in Almelo, maar had inmiddels wel ontdekt dat ze plezier beleefde aan het zingen. Via een bekende in de Twentse muziekindustrie kreeg ze begin 2009 de kans om enkele demo's op te nemen. Daarna auditeerde ze bij de Zingende Obers, met wie ze regelmatig optredens verzorgde op diverse gelegenheden. Daarnaast trad ze regelmatig op met haar band, waaronder op Zoutpop in Boekelo. Begin 2009 deed ze auditie voor het tweede seizoen van Popstars; ze behoorde tot de laatste dertig. Vlak daarna nam ze deel aan een talentenjacht in haar woonplaats en wist in de finale derde te worden. Hiermee verdiende ze een beurs om haar zangtalent verder te kunnen ontplooien. Ze zei geen hoge verwachtingen te hebben, zoals ze die ook niet had bij Popstars. Vos wordt omschreven als "een absoluut talent" met "perfecte timing en dynamiek". Na Popstars stopte Vos abrupt met het tweede jaar van de opleiding tot Allround Kapper en startte in september 2009 bij dezelfde onderwijsinstelling met de opleiding tot Ondernemend Artiest.

### X Factor
Eind 2009 werd Vos opgegeven voor X Factor. Ze deed auditie met I Have Nothing van Whitney Houston en wist hiermee een ronde verder te komen. Via de theaterrondes en Jury Visits bereikte ze de liveshows. In de tweede liveshow behoorde ze tot de Bottom Two en stond ze met de boyband 4Granted in de sing off. Omdat de stemming van de jury geen uitsluitsel gaf, werd bekeken hoe de kijker gestemd had. Vos overleefde de sing off omdat ze meer stemmen had gekregen van het publiek. Langzaamaan evolueerde ze van underdog met weinig ervaring naar potentiële winnaar, die steeds een stap verder wist te komen. Door velen wordt haar interpretatie van There You'll Be (Faith Hill, soundtrack van de film Pearl Harbour) in de vijfde liveshow als definitief omslagpunt gezien. Ze gooide tevens hoge ogen met Son of a Preacher Man (Dusty Springfield) een week later en ook TiK ToK (Ke$ha), dat ze gedurende de finale zong, werd positief ontvangen door jury en publiek. Over haar deelname aan X Factor zei ze: "Ik word gek van de spanning, maar blijf bovenal genieten van deze ultieme droom." Samen met de andere finalisten nam Vos een cover van You're the Voice van John Farnham op, ten gunste van War Child. Ze brachten op 21 april 2010 in volledige bezetting het nummer ten gehore, tijdens het War Child Peace Concert. De single werd tevens gebracht in de vierde liveshow.
Vos kreeg last van een keelontsteking tussen twee liveshows in. Net in die week werden de winnaarssingles opgenomen en na de opnames had ze geen stem meer over. Vos koos We Belong to the Night, oorspronkelijk van Ellen Foley. De single werd opgenomen in de studio's van Sony Music in België. Op 29 mei verloor Vos in de finale van Jaap Reesema met 49% van de stemmen. Voorafgaand aan de finale beschouwde ze zichzelf als "zeker niet kansloos", maar wist ook dat Reesema haar grote concurrent was voor de eindzege, omdat hij de gedoodverfde winnaar van het seizoen was. 
Op 11 en 12 juni stond Vos met de andere kandidaten van X Factor in Ahoy voor X Factor in Concert. Daarnaast trad ze op 26 juni op tijdens de TMF Awards 2010 in Enschede. Vos plande om na X Factor eerst haar opleiding tot Ondernemend Artiest te voltooien. Ze had een aantal aanbiedingen gekregen en probeerde haar opleiding hiermee te combineren. Ze hoopte ooit aangenomen te worden op een conservatorium. Volgens Eric van Tijn zou "de platenmaatschappij wel gek zijn als ze haar lieten lopen". Op 28 juni 2010 werd bekendgemaakt dat Vos geen platencontract had gekregen bij Sony. Sony vond het nog te vroeg om met de zangeres in zee te gaan. Vos heeft aangegeven haar zoektocht naar een platenmaatschappij te vervolgen om een album uit te kunnen brengen.

### NaX Factor
Op 3 juni maakte Vos in de radio-uitzending van Giel Beelen bekend dat haar winnaarssingle We Belong to the Night alsnog werd uitgebracht door Sony BMG. Dit was erg ongewoon, omdat kandidaten normaal gesproken een half jaar geen contracten mochten tekenen en geen singles mochten uitbrengen. De single was enkel digitaal verkrijgbaar via iTunes. Op 5 juni 2010 kwam het nummer binnen op de vierde positie in de Single Top 100.
Een week later kwam haar single op nummer 26 binnen in de Top 40. Het was op dat moment onbekend of Sony BMG enkel deze single uit zou brengen of Vos een platencontract had aangeboden.
Op 23 juli 2010 kwam naar buiten dat Vos een duet had opgenomen met de rockband T.I.M.. Vos werd bij het project betrokken door enkele bandleden die bij haar in de klas hebben gezeten. De samenwerking kwam naar eigen zeggen in één week tot stand. Volgens de leadzanger van de band, Tim Blaauwbroek, had de band eerder een ander nummer op het oog, maar werd uiteindelijk voor Stop gekozen, een cover van Sam Brown die al op T.I.M.'s album spoetnik staat. De single waarop Vos een gastbijdrage heeft geleverd werd in november uitgebracht via CMM.
Eind augustus 2010 werd Vos benaderd door Tjeerd Oosterhuis met het aanbod om de titelsong in te zingen voor de film Briefgeheim.

## Discografie

### Singles
| Single met eventuele hitnotering(en) in de Nederlandse Top 40 | Datum van verschijnen | Datum van binnenkomst | Hoogste positie | Aantal weken | Opmerkingen                                       |
| ------------------------------------------------------------- | --------------------- | --------------------- | --------------- | ------------ | ------------------------------------------------- |
| You're the Voice                                              | 07-05-2010            | 22-05-2010            | 30              | 2            | als Dutch X Factor 2010 / #2 in de Single Top 100 |
| We Belong to the Night                                        | 29-05-2010            | 12-06-2010            | 26              | 2            | #4 in de Single Top 100                           |
| Briefgeheim                                                   | oktober 2010          |                       |                 |              | OST Briefgeheim                                   |
| Stop                                                          | november 2010         |                       |                 |              | Met T.I.M.                                        |

## Persoonlijk
Maaike Vos werd geboren op 1 maart 1991 als dochter van Fokko Vos en Annemiek Baveld. Ze heeft een twee jaar jongere broer. Het gezin komt uit het Twentse Lonneker, een dorp net boven Enschede.
Vos' favoriete muziek is soul en R&B en ze noemt Beyoncé als haar idool.